# Agrothereutes mansuetor
Agrothereutes mansuetor är en stekelart som först beskrevs av Tschek 1871.  Agrothereutes mansuetor ingår i släktet Agrothereutes och familjen brokparasitsteklar. Arten är reproducerande i Sverige. Inga underarter finns listade i Catalogue of Life.